# Ina Jens
Ina Jens (* 22. Oktober 1880 in Thusis, Kanton Graubünden; † 17. Januar 1945 in Valparaíso, Chile; richtiger Name Claudia Cadisch, verheiratete Werkmeister-Cadisch) war eine Schweizer Schriftstellerin.

## Leben
Claudia Cadisch wirkte nach dem Besuch des Lehrerseminars in Chur als Lehrerin im Toggenburg und in Thusis. Später wechselte sie an die deutsche Schule in Rustschuk (Bulgarien). Nach ihrer Heirat mit dem Pädagogen Carl Werkmeister wanderte das Ehepaar 1907 nach Chile aus, wo Ina Jens an der deutschen Realschule in Concepción lehrte. Nach der Scheidung ihrer Ehe ging sie 1916 nach Viña del Mar bei Valparaíso und unterrichtete an der dortigen deutschen Schule. Unter dem Pseudonym „Ina Jens“ veröffentlichte sie seit den Zwanzigerjahren literarische Arbeiten.
Ina Jens’ Werk umfasst vorwiegend Erzählungen für jugendliche Leser. Während ihre ersten Bücher auf den Kindheitserlebnissen der Autorin in Graubünden basierten, schilderte sie später Kinderschicksale in ihrer chilenischen Wahlheimat.

## Werke
- Maja, Basel 1926
- Rosmarin, Basel 1928
- Mein Freund Prim und andere Erzählungen, Basel 1929
- Manuel, Zürich 1933
- Mirasol und andere Erzählungen, Basel 1933
- Das Geheimnis der Götter. Ein Schulkamerad, Zürich 1938
- Manuelitos Glücksfall. Die abenteuerlichen Erlebnisse eines armen chilenischen Waisenjungen, Aarau 1939
- Unter chilenischem Himmel. Erzählungen einer Auslandsschweizerin, Basel 1941 (Neuauflage 2018, ISBN 978-3-7437-2421-1)
- Hannelore im Urwaldwinkel, Stuttgart 1936
- Mirasol, Stuttgart 1949